# Il filosofo di campagna
Il filosofo di campagna (título original en italiano; en español, El filósofo del campo) es una ópera en tres actos con música de Baldassare Galuppi y libreto en italiano de Carlo Goldoni. Se estrenó en el Teatro di San Samuele de Venecia el 26 de octubre de 1754.
Esta ópera recorrió los teatros italianos más importantes y en el período comprendido entre el año 1755 y el 1759 tuvo gran difusión en Europa, con representaciones en Fráncfort, Dresde, Praga, Bratislava, Mannheim, Múnich, Bruselas y San Petersburgo. Su estreno en España tuvo lugar en Barcelona, en el Teatro de la Santa Cruz en 1758. En Madrid, se estrenó traducida por Ramón de la Cruz en 1766.
Esta ópera apenas se representa en la actualidad; en las estadísticas de Operabase aparece con sólo 10 representaciones en el período 2005-2010.En las estadísticas de Operabase aparece con sólo una representación en el período 2005-2010.